# Física de la matèria condensada

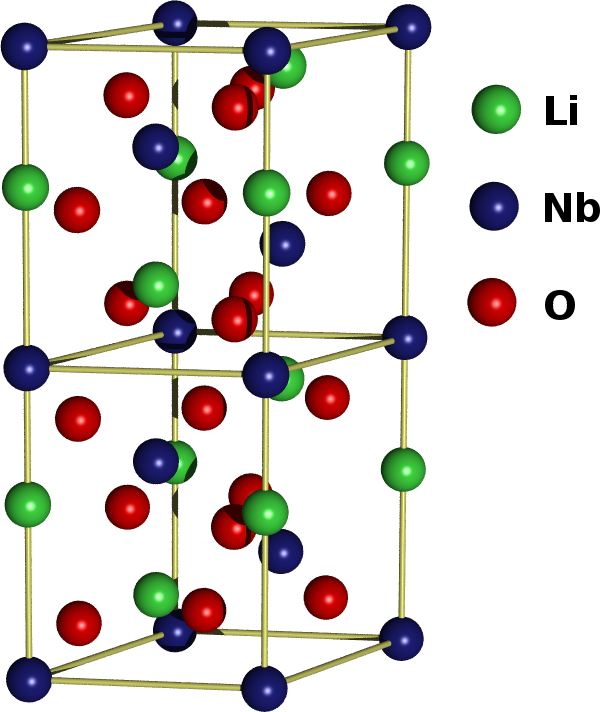
Cel hexagonal del niobat de liti

La física de la matèria condensada és el camp de la física que s'ocupa de les característiques físiques macroscòpiques de la matèria. En particular, es refereix a les fases "condensades" que apareixen sempre que el nombre de constituents en un sistema sigui extremadament gran i que les interaccions entre els components siguin fortes. Els exemples més familiars de fases condensades són els sòlids i els líquids, que sorgeixen a partir dels enllaços i unions causats per interaccions electromagnètiques entre els àtoms. Entre les fases condensades més exòtiques, es compten les fases superfluïtat i el condensat de Bose-Einstein, que es troben en certs sistemes atòmics sotmesos a temperatures extremadament baixes, la fase superconductora exhibida pels electrons de la conducció en certs materials, i les fases ferromagnètica i antiferromagnètica d'espins en xarxes atòmiques.
La física de la matèria condensada és, de lluny, el camp més extens de la física contemporània. Un enorme progrés ha estat realitzat en la branca teòrica de la física de la matèria condensada. Per a una estimació, un terç de tots els físics americans s'identifiquen a si mateixos com a físics que treballen en temes de la matèria condensada. Històricament, aquest camp va néixer a partir de la física de l'estat sòlid, que ara és considerat com un dels seus subcamps principals. El terme física de la matèria condensada va ser encunyat, segons sembla, per Philip Anderson, quan va rebatejar el seu grup d'investigació -prèviament, teoria de l'estat sòlid- (1967). El 1978, la Divisió de Física de l'Estat Sòlid de l'American Physical Society va ser rebatejada com a Divisió de Física de Matèria Condensada. El camp d'estudi de la física de la matèria condensada té una gran superposició amb àrees d'estudi de la química, la ciència de materials, la nanotecnologia i l'enginyeria.
Una de les raons per què la física de matèria condensada rebi aquest nom és que molts dels conceptes i tècniques desenvolupats per estudiar sòlids s'apliquen també a sistemes fluids. Per exemple, els electrons de conducció en un conductor elèctric formen un tipus de líquid quàntic que té essencialment les mateixes característiques que un fluid conformat per àtoms. De fet, el fenomen de la superconductivitat, en el qual els electrons es condensen en una nova fase fluida en la qual puguin fluir sense dissipació, presenta una gran analogia amb la fase de superfluïtat que es troba en l'heli - 3 a molt baixes temperatures.

## Temes de física de matèria condensada
- Fases:
  - Fases genèriques: gas; líquid; sòlid.
  - Fases a baixa temperatura: condensat de Bose-Einstein; gas de Fermi; líquid de Fermi; condensat fermiònic; líquid de Luttinger; superfluid; compostos de fermions; supersol.
  - Fenòmens de canvi de fase: paràmetre d'ordre; transició de fase; corba de refredament

- Sòlids cristal·lins:
  - Tipus: aïllant; metall; semiconductor; semimetall; quasicristalls
  - Característiques electròniques: band gap; ona de Bloch; banda de conducció; massa efectiva; conducció elèctrica; forat electrònic; banda de la valència
  - Fenòmens electrònics: efecte Kondo; plasmó; efecte hall quàntic; superconductivitat; cristall de Wigner; termoelectricitat
  - Fenòmens de xarxes: antiferromagnètics; ferromagnetisme; Magnon; fonó; vidre d'espines; defecte topològic

- Matèria tova:
  - Tipus: sòlid amorf; matèria granular; cristall líquid; polímer

- Nanotecnologia:
  - Sistemes de nanoelectromecànics (NEMS)
  - Microscòpia de força de ressonància magnètica
  - Transport de la calor en sistemes nanoscòpics
  - Transport d'espín